# Марио Бунге
Марио Аугусто Бунге (на испански: Mario Augusto Bunge) е аржентински философ и физик, работил през голяма част от живота си в Канада.
Роден е на 21 септември 1919 година във Флорида Оесте в семейство на лекар и политик. През 1952 година завършва физика и математика в Националния университет на Ла Плата.
След това преподава теоретична физика и философия в Ла Плата и в Буеносайреския университет, а от 1966 до 2010 година – в Университета „Макгил“ в Монреал.
Силно повлиян от аналитичната философия и научния реализъм, той е известен с критиките си към псевдонауката, както и към философски течения като екзистенциализма, феноменологията, постмодернизма и феминистката философия.
Марио Бунге умира на 24 февруари 2020 година в Монреал.